# Pargny-la-Dhuys
Pour les articles homonymes, voir Pargny (homonymie) et Dhuy (homonymie).
Pargny-la-Dhuys (prononcé [d̪yiz]) est une commune française située dans le sud du département de l'Aisne, en région Hauts-de-France.

## Géographie

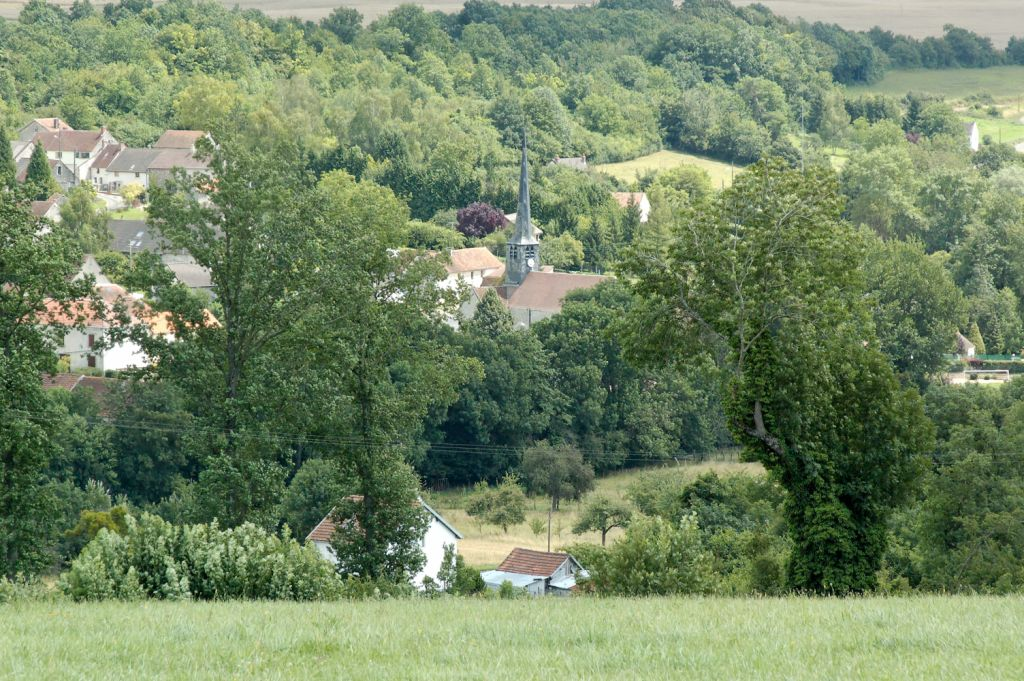
Pargny-la-Dhuys et son clocher effilé.

Pargny-la-Dhuys, située dans le département de l'Aisne,  est limitrophe de la Marne, à vol d'oiseau à 68,6 km au sud de la préfecture de Laon et à 15 km au sud-est de la sous-préfecture de Château-Thierry. Elle se trouve à 88,8 km à l'est de Paris.

### Communes limitrophes
La commune est limitrophe avec 6 communes, Montlevon (1,7 km), Montigny-lès-Condé (3,8 km), Vallées-en-Champagne (5,9 km), Verdon (5 km), Corrobert (5,7 km) et Dhuys-et-Morin-en-Brie (9,1 km).
|           | Montigny-lès-Condé                               | Vallées-en-Champagne (Cne deléguée de Baulne-en-Brie) |
| Montlevon | Pargny-la-Dhuys                                  | Verdon (Marne)                                        |
|           | Dhuys-et-Morin-en-Brie (Cne deléguée d'Artonges) | Corrobert (Marne)                                     |

### Hydrographie
La commune est située dans le bassin Seine-Normandie. Elle est drainée par l'aqueduc de la Dhuis, la Dhuis, le fossé 01 du Fond de la Petite Cense, le ru Bornet, le ru Forget et le ru Malaine,,.
L'aqueduc de la Dhuis est un un aqueduc souterrain d'Île-de-France et d'Aisne, construit entre 1863 et 1865. Il sert à fournir en eau les communes du Val d'Europe, dont le complexe Disneyland Paris à l'est de l'Île-de-France.
La Dhuis, d'une longueur de 21 km, prend sa source dans la commune de Janvilliers et se jette  dans le Surmelin à Celles-lès-Condé, après avoir traversé neuf communes.

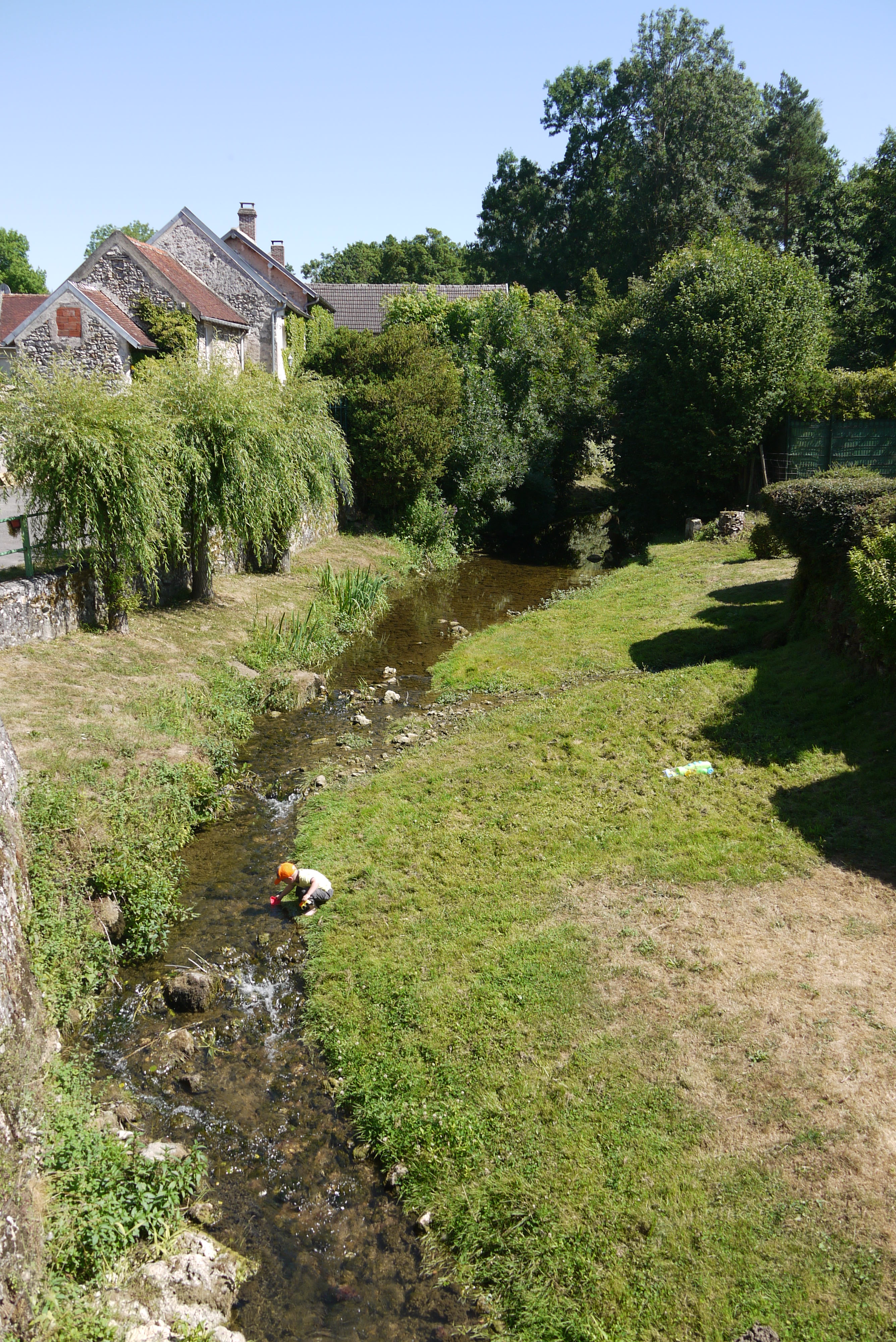
La Dhuys.
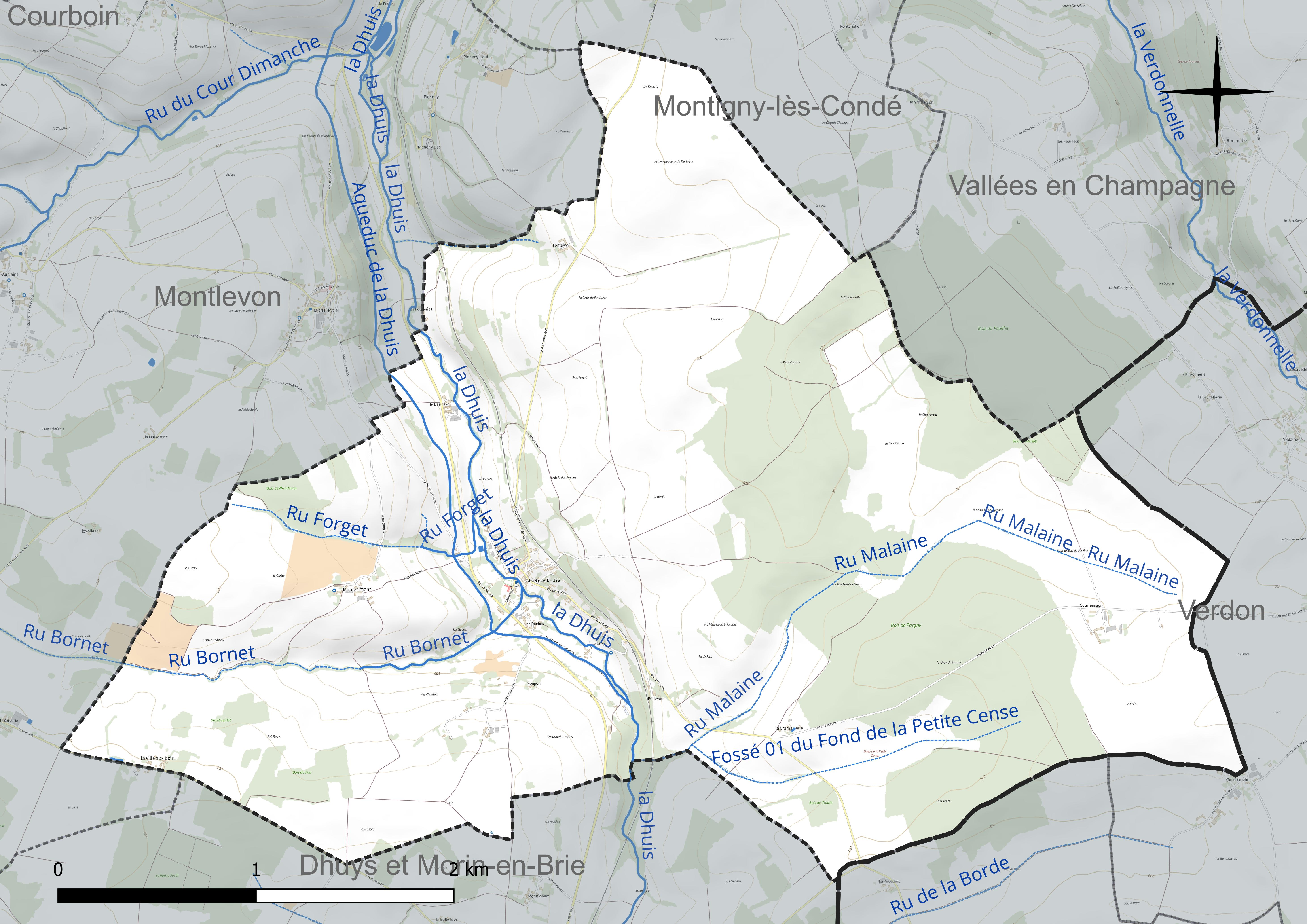
Réseau hydrographique de Pargny-la-Dhuys.

### Climat
Pour des articles plus généraux, voir Climat des Hauts-de-France et Climat de l'Aisne.
En 2010, le climat de la commune est de type climat océanique dégradé des plaines du Centre et du Nord, selon une étude du CNRS s'appuyant sur une série de données couvrant la période 1971-2000. En 2020, Météo-France publie une typologie des climats de la France métropolitaine dans laquelle la commune est exposée à un climat océanique altéré et est dans la région climatique Nord-est du bassin Parisien, caractérisée par un ensoleillement médiocre, une pluviométrie moyenne régulièrement répartie au cours de l'année et un hiver froid (3 °C).
Pour la période 1971-2000, la température annuelle moyenne est de 10,2 °C, avec une amplitude thermique annuelle de 15,3 °C. Le cumul annuel moyen de précipitations est de 771 mm, avec 12,3 jours de précipitations en janvier et 8,4 jours en juillet. Pour la période 1991-2020, la température moyenne annuelle observée sur la station météorologique la plus proche, située sur la commune de Blesmes à 12 km à vol d'oiseau, est de 10,6 °C et le cumul annuel moyen de précipitations est de 713,0 mm,. Pour l'avenir, les paramètres climatiques de la commune estimés pour 2050 selon différents scénarios d'émission de gaz à effet de serre sont consultables sur un site dédié publié par Météo-France en novembre 2022.

## Urbanisme

### Typologie
Au 1er janvier 2024, Pargny-la-Dhuys est catégorisée commune rurale à habitat dispersé, selon la nouvelle grille communale de densité à 7 niveaux définie par l'Insee en 2022.
Elle est située hors unité urbaine. Par ailleurs la commune fait partie de l'aire d'attraction de Montmirail, dont elle est une commune de la couronne,. Cette aire, qui regroupe 19 communes, est catégorisée dans les aires de moins de 50 000 habitants,.

### Occupation des sols
L'occupation des sols de la commune, telle qu'elle ressort de la base de données européenne d'occupation biophysique des sols Corine Land Cover (CLC), est marquée par l'importance des territoires agricoles (78,2 % en 2018), une proportion identique à celle de 1990 (78,2 %). La répartition détaillée en 2018 est la suivante : 
terres arables (66,2 %), forêts (21,8 %), prairies (9,9 %), zones agricoles hétérogènes (2 %).
L'évolution de l'occupation des sols de la commune et de ses infrastructures peut être observée sur les différentes représentations cartographiques du territoire : la carte de Cassini (XVIIIe siècle), la carte d'état-major (1820-1866) et les cartes ou photos aériennes de l'IGN pour la période actuelle (1950 à aujourd'hui).

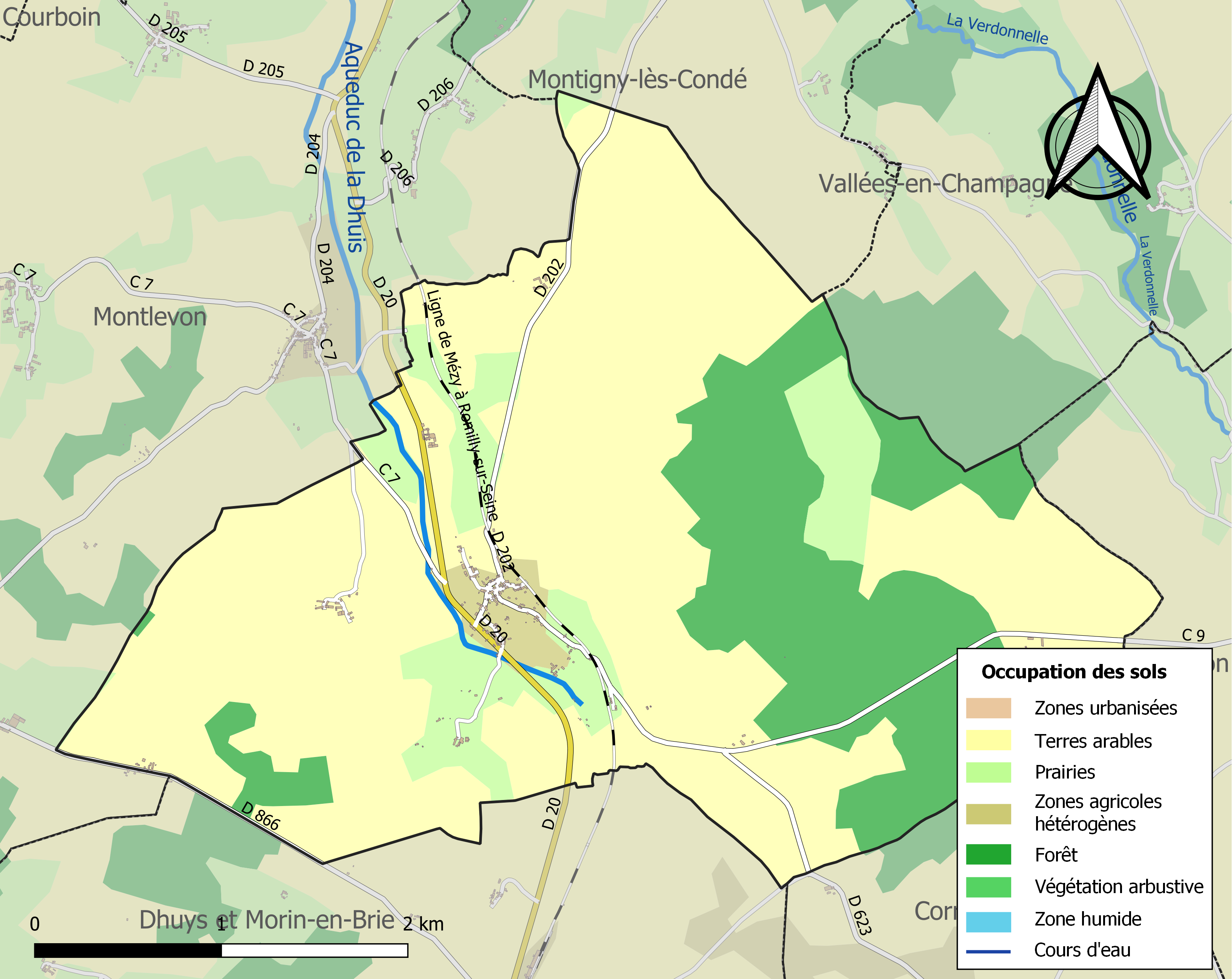
Carte de l'occupation des sols de la commune en 2018 (CLC).

### Habitat et logement
En 2019, le nombre total de logements dans la commune était de 97, alors qu'il était de 96 en2009 et en  2014.
Parmi ces logements, 72 % étaient des résidences principales, 18,6 % des résidences secondaires et 9,3 % des logements vacants. Ces logements étaient pour 100 % d'entre eux des maisons individuelles et pour 0 % des appartements.
Le tableau ci-dessous présente la typologie des logements à Pargny-la-Dhuys en 2019 en comparaison avec celle de l'Aisne et de la France entière. Une caractéristique marquante du parc de logements est ainsi une proportion de résidences secondaires et logements occasionnels (18,6 %) très supérieure à celle du département (3,5 %) et à celle de la France entière (9,7 %). Concernant le statut d'occupation de ces logements, 97,1 % des habitants de la commune sont propriétaires de leur logement (93,2 % en 2014), contre 61,6 % pour l'Aisne et 57,5 pour la France entière.
| Typologie                                               | Pargny-la-Dhuys | Aisne | France entière |
| ------------------------------------------------------- | --------------- | ----- | -------------- |
| Résidences principales (en %)                           | 72              | 86,5  | 82,1           |
| Résidences secondaires et logements occasionnels (en %) | 18,6            | 3,5   | 9,7            |
| Logements vacants (en %)                                | 9,3             | 9,9   | 8,2            |

## Toponymie
Le nom de la localité est attesté sous les formes Pareniacus (1195) ; Parreigniacus (1201) ; parrochia de Pargni (1211) ; Pareigni (1213) ; Pargni-desouz-Monlevon (1272) ; Parigni-en-Brie (1273) ; Paregniacus (1274) ; Pargniacum (1296) ; Pargny-en-Brie, paroisse de Sainct-Martin-de-Pargny-en-Brie (1668) ; Pargny-en-Brie (XVIIIe siècle).

La commune, instituée par la Révolution française sous le nom de Pargy, prend en 1878 celui de Pargy-la-Dhuys.
La Dhuys ou Dhuis (prononcé [d̪ɥis]) a donné son hydronyme à la commune, c'est une rivière dont le cours se situe à la limite des régions Grand Est et Hauts-de-France, dans les deux départements de l'Aisne et de la Marne.

## Histoire
Pargny-la-Dhuys est une ancienne forge bâtie sur une « ferrière » (mine de fer) appartenant au XVe siècle au comte de Braine.
Le dernier seigneur fut le comte de La Tour du Pin.

## Politique et administration

### Rattachements administratifs et électoraux

#### Rattachements administratifs
La commune se trouve depuis 1942 dans l'arrondissement de Château-Thierry du département de l'Aisne.
Elle faisait partie depuis 1793 du canton de Condé-en-Brie. Dans le cadre du redécoupage cantonal de 2014 en France, cette circonscription administrative territoriale a disparu, et le canton n'est plus qu'une circonscription électorale.

#### Rattachements électoraux
Pour les élections départementales, la commune fait partie depuis 2014 du canton d'Essômes-sur-Marne
Pour l'élection des députés, elle fait partie de la cinquième circonscription de l'Aisnedepuis le dernier découpage électoral de 2010.

### Intercommunalité
Pargny-la-Dhuys était membre de la communauté de communes du canton de Condé-en-Brie, un établissement public de coopération intercommunale (EPCI) à fiscalité propre créé en 2001 et auquel la commune avait transféré un certain nombre de ses compétences, dans les conditions déterminées par le code général des collectivités territoriales.
Dans le cadre des dispositions de la loi portant nouvelle organisation territoriale de la République du 7 août 2015, qui prévoit que les établissements publics de coopération intercommunale (EPCI) à fiscalité propre doivent avoir un minimum de 15 000 habitants, cette petite  intercommunalité a fusionné avec ses voisines pour former, le 1er janvier 2017, la communauté d'agglomération de la Région de Château-Thierry dont est désormais membre la commune.

### Administration municipale
| Période                                  | Période                        | Identité         | Étiquette | Qualité                                        |
| ---------------------------------------- | ------------------------------ | ---------------- | --------- | ---------------------------------------------- |
| Les données manquantes sont à compléter. |                                |                  |           |                                                |
| mars 1971                                | mars 1977                      | Louis Crépin     |           |                                                |
| mars 1977                                | mars 1995                      | Louis Remiot     |           |                                                |
| mars 1995                                | mars 2008                      | Gilbert Hiernard |           |                                                |
| mars 2008                                | 2014                           | Jean-Marc Remiot |           |                                                |
| 2014                                     | En cours (au 7 septembre 2022) | Gaëlle Vaudé     | SE-DVD    | Commerçante Réélue pour le mandat de 2020-2026 |

## Démographie
L'évolution du nombre d'habitants est connue à travers les recensements de la population effectués dans la commune depuis 1793. Pour les communes de moins de 10 000 habitants, une enquête de recensement portant sur toute la population est réalisée tous les cinq ans, les populations de référence des années intermédiaires étant quant à elles estimées par interpolation ou extrapolation. Pour la commune, le premier recensement exhaustif entrant dans le cadre du nouveau dispositif a été réalisé en 2007.

En 2022, la commune comptait 172 habitants, en évolution de −0,58 % par rapport à 2016 (Aisne : −1,97 %, France hors Mayotte : +2,11 %).
| 1793 | 1800 | 1806 | 1821 | 1831 | 1836 | 1841 | 1846 | 1851 |
| ---- | ---- | ---- | ---- | ---- | ---- | ---- | ---- | ---- |
| 235  | 234  | 229  | 258  | 260  | 300  | 303  | 308  | 305  |

| 1856 | 1861 | 1866 | 1872 | 1876 | 1881 | 1886 | 1891 | 1896 |
| ---- | ---- | ---- | ---- | ---- | ---- | ---- | ---- | ---- |
| 305  | 325  | 321  | 327  | 300  | 351  | 302  | 289  | 315  |

| 1901 | 1906 | 1911 | 1921 | 1926 | 1931 | 1936 | 1946 | 1954 |
| ---- | ---- | ---- | ---- | ---- | ---- | ---- | ---- | ---- |
| 320  | 300  | 272  | 260  | 236  | 235  | 244  | 270  | 243  |

| 1962 | 1968 | 1975 | 1982 | 1990 | 1999 | 2006 | 2007 | 2012 |
| ---- | ---- | ---- | ---- | ---- | ---- | ---- | ---- | ---- |
| 242  | 224  | 166  | 141  | 156  | 158  | 165  | 166  | 179  |

| 2017 | 2022 | - | - | - | - | - | - | - |
| ---- | ---- | - | - | - | - | - | - | - |
| 170  | 172  | - | - | - | - | - | - | - |

## Culture locale et patrimoine

### Lieux et monuments
- L'Église Saint-Martin, avec ses arcades gothiques et son clocher effilé.
- Lavoir sur la Dhuis
- Nombreuses randonnées pédestres et VTT aux alentours.

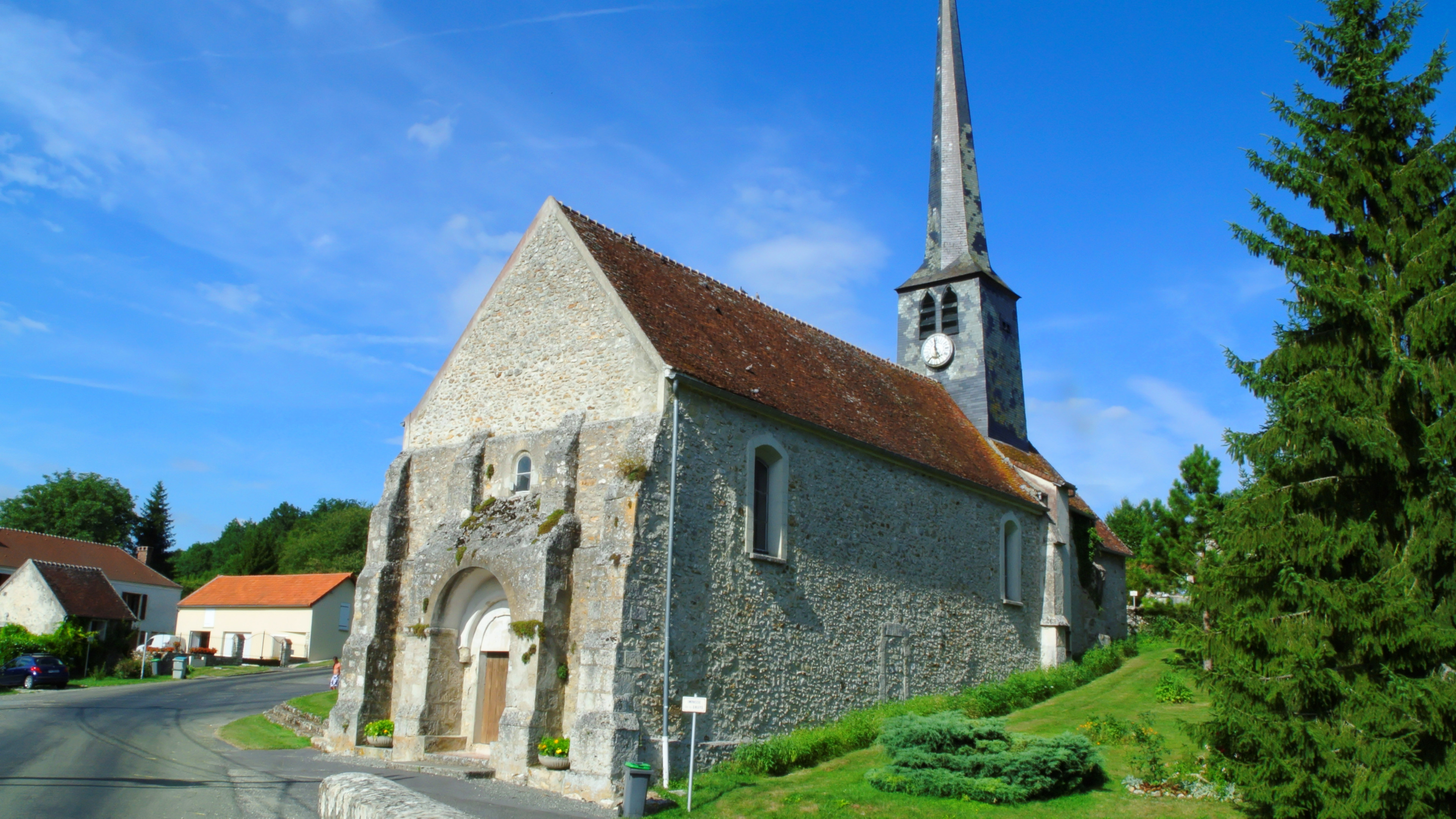
L'église.
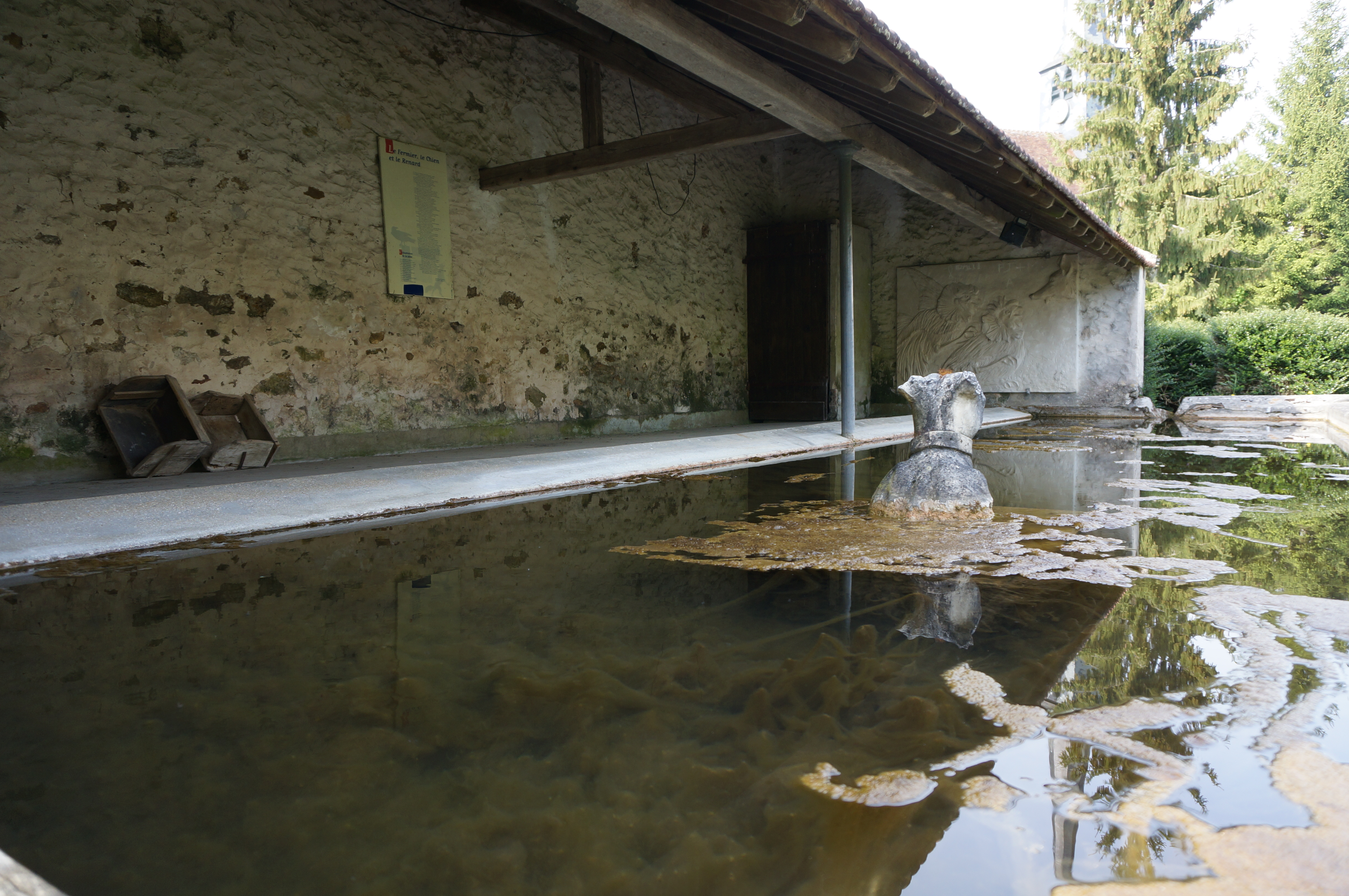
Le lavoir.